# Йополо Джанкаксио
Йо̀поло Джанка̀ксио (на италиански: Joppolo Giancaxio; на сицилиански: Jòppulu Giancasciu, Йопулу Джанкашу) е село и община в Южна Италия, провинция Агридженто, автономен регион и остров Сицилия. Разположено е на 275 m надморска височина. Населението на общината е 1243 души (към 2010 г.).
До 1923 г. селото е част от община Рафадали.